# Pynnönsaari (ö i Södra Savolax, S:t Michel, lat 61,65, long 27,30)
Pynnönsaari är en ö i Finland. Den ligger i sjön Ukonvesi och i kommunen Sankt Michel i den ekonomiska regionen  S:t Michel och landskapet Södra Savolax, i den södra delen av landet, 210 km nordost om huvudstaden Helsingfors. Öns största längd är 1,3 kilometer i nord-sydlig riktning.